# 金建希特检法
《金建希獨檢法》（韩语：／ Gim Geonhui Teukgeombeop ?），全名《关于任命獨立檢察官查明第一夫人金建希操纵股价案等真相的法案》（韩语：／），是一项针对韓國第一夫人金建希的法案，要求任命獨立檢察官（特检）调查金建希的相关嫌疑。该法案在尹锡悦及代理总统任期内通过四次，均被否决。2025年6月5日，李在明就任韩国总统，韩国国会以194票赞成、3票反对、1票弃权再次通过这一法案。 2025年6月10日，韩国总统李在明批准并公布这一法案。对金建希的特检程序预计最快将在本月内启动。13日，李在明任命前首尔中央地方法院院长闵中基为本法案的特别检察官。

## 背景

### 操纵德意志汽车公司股价案
2022年8月，金建希被指涉2009年至2012年期間，參與操縱寶馬汽車在韓經銷商德意志汽車的股價。
与案件相关的被告人在一审、二审判决中均被判有罪，但2024年10月17日，首尔中央地方检察厅单独作出了不起诉金建希的决定，理由是认为金建希对此并不知情。

### 收受迪奥手袋案
2023年11月，南韓網媒「首爾之聲」報道稱，金建希于2022年9月13日從譯音「崔在永」的牧師中收受價值相當於300萬韓元的迪奧名牌手袋，並發布了有關影片，公開金建希與記者談話的錄音，引發黨內外爭議和親信干政風波。金建希随即起诉网媒“首尔之声”在未经其同意下錄製私人之间的通话。法院一审判决，要求首尔之声向金建希赔偿1000万韩元。尹錫悅稱該事件為反對黨的政治策略，一直拒絕為事件道歉，並表示沒有違法以阻止調查，其後其所屬政黨於4月的國會選舉大敗，才於2024年5月道歉，其時已經相隔一年。2024年8月21日，检方認定金建希涉嫌收受名牌包一案无犯罪嫌疑。9月6日，韩国大检察厅调查审议委员会召開会议，認為可以不用對金建希提起公诉。

## 历程
2023年12月28日，韩国国会在执政党议员缺席的情况下，以180票全员赞成第一次通过《金建希獨檢法案》（关于任命獨立檢察官查清总统尹锡悦配偶金建希操纵股价事件真相的法案），法案要求调查金建希操纵德意志汽车公司股价案、以及介入2024年国会议员选举等事项。法案随后被总统尹锡悦否决。
2024年9月19日，国会再次通过《金建希獨檢法案》，10月2日被尹锡悦否决。
2024年11月14日，国会第三次通过《金建希獨檢法》，此次法案当中新增了多项指控，包括通过在2022年总统选举中通过政治掮客明泰均（音）进行非法民调操控舆论、介入2022年地方选举和国会补选等。11月26日被尹锡悦否决。2024年12月尹锡悦实施戒严过后，在野党再次提交该法案，在12月7日与尹锡悦弹劾案同时表决，最终获得198票赞成，未达到三分之二多数（200票）而作废。
2024年12月12日，国会第四次通过《金建希獨檢法》，法案当中列出了金建希的15项嫌疑。尹锡悦随后被弹劾，在野党敦促代理总统职务的总理韩德洙尽快签字批准该法案。此后韩德洙被弹劾，而继任的代总统崔相穆于12月31日仍然否决该法案。
2025年4月4日，尹锡悦被正式弹劾。此后检方全面重启对尹锡悦和金建希的调查。
2025年6月5日，李在明就任韩国总统。韩国国会以194票赞成、3票反对、1票弃权再次通过这一法案。 2025年6月10日，韩国国务会议审议通过了这一法案，韩国总统李在明同日批准并公布这一法案。对金建希的特检程序预计最快将在本月内启动。13日，李在明任命前首尔中央地方法院院长闵中基为本法案的特别检察官。